# Cafè exprés

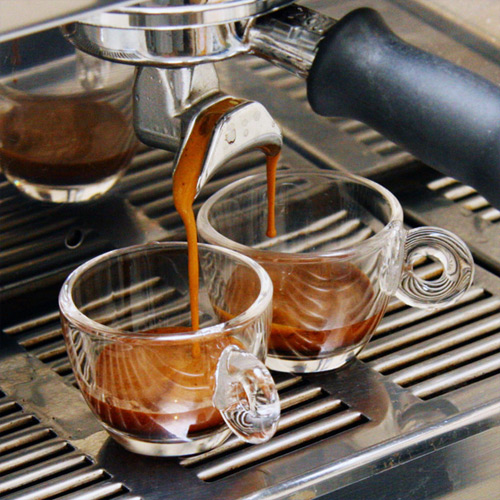
Dues tasses omplint-se amb cafè exprés

El cafè exprés és una beguda calenta no alcohòlica de cafè infusionat en aigua que hom pot degustar en bars, restaurants, cafeteries i hostaleria en general. La característica més visual n'és la crema a la part superior de la infusió i s'obté per una emulsió d'olis del cafè obtinguda per la pressió i temperatura a què ha estat sotmès durant la preparació. Pot ser descafeïnat o no ser-ho.
Se serveix típicament en una tassa de porcellana generalment blanca, d'uns 50 ml a 60 ml de volum total, més oberta de dalt que del fons i amb forma de cul d'ou per facilitar les sensacions olfactives.

## Descripció
Aquest tipus de cafè és el resultat de la infusió de 7 g de cafè correctament molt, a una pressió de 9 bars i una temperatura de l'aigua de 88 °C durant 25 segons, per extreure'n 25 ml, inclosa la crema o escuma espessa que es forma al damunt. Així s'aconsegueix una beguda molt aromàtica amb bon cos, coberta amb una capa de crema d'un gruix uniforme d'entre 2 i 3 mm, el color de la qual depèn del tipus de cafè i el temps d'infusió:
- color avellana amb clars reflexos rogencs i estries avellana clar (semblants a la pell d'un tigre) si la varietat emprada és l'arabica,
- color crema beix si l'extracció ha estat inferior als 20 segons,
- color caoba si l'extracció ha estat superior als 30 segons.
- color serà més fosc, amb reflexos tiraran cap a gris, si s'ha utilitzat la varietat robusta

Una temperatura de tassa d'uns 67 °C és la ideal per al consum de cafè exprés, ja que una tassa freda actua de forma negativa sobre la crema, mentre que si és massa calenta la recremarà.

## Variacions
En són variacions: 
- el cafè curt (en italià, ristretto) és igual que l'exprés normal però amb una major concentració aconseguida mitjançant un cafè molt més fi i menys quantitat d'aigua fins a obtenir uns 30 ml d'infusió.
- el cafè tacat (en italià, macchiato, i en francès, noisette) és un cafè exprés amb una goteta de llet. Si volem que la llet sigui calenta, hem de demanar un macchiato caldo i si volem que sigui freda, demanarem un macchiato freddo.
- el cafè tallat és un exprés amb una mica de llet que als Països Catalans se sol servir en gotet de vidre.
- el caputxino italià o cappuccino és semblant al cafè amb llet català, i està fet amb 40 ml de cafè exprés i 40 ml de llet, 40 ml d'escuma de la pròpia llet i una mica de cacau en pols per damunt.
- el cafè amb llet (caffè latte o caffelatte) és un cafè exprés llarg de 50 ml o més amb 130 ml de llet sense escuma que és servit en una tassa grossa o en un got. A Itàlia és meitat cafè – meitat llet i no porta escuma.
- el cafè llarg o cafè americà és un cafè exprés suavitzat amb el doble o més d'aigua que de costum.
- el latte macchiato se serveix en un got diferent dels anteriors, gros i llarg. Conté molta llet i només una mica de cafè i escuma; no és meitat cafè i meitat llet com el nostre cafè amb llet. De fet, el nom literalment vol dir ‘llet tacada’, perquè és “llet tacada amb una mica de cafè”.
- el galão (IPA: [ˈɡɐ.ˈlɐ̃w̃]) és una altra variant del cafè amb llet, típica de Portugal, en què també hi ha més llet que cafè. En aquest cas la proporció estàndard és de 3/4 de llet escumosa i 1/4 de cafè, i se serveix en un got alt de vidre.
- el cafè amb gel és un cafè exprés calent amb glaçons.
- el suís, declinació del cafè de Lieja, però en la qual el cafè és reemplaçat per xocolata,
- el soldat és un cafè exprés fort, amb gasosa, sucre i glaçons.[1]
- el caffè corretto és com un espresso però amb alcohol. Normalment s'hi posa grappa, però també pot ser que hi posin una altra beguda alcohòlica. La versió local més propera seria el Cigaló, rebentat o cafè amb gotes.